# Mäuseberg (Stölzinger Gebirge)
Der Mäuseberg ist ein 415,4 m ü. NHN hoher Berg des Stölzinger Gebirges im Osthessischen Bergland. Er liegt bei Waldkappel im hessischen Werra-Meißner-Kreis in Deutschland.

## Geographie

### Lage
Der Mäuseberg erhebt sich im Nordostteil Nordhessens im Fulda-Werra-Bergland, einem Teil des Osthessischen Berglands. Sein Gipfel liegt 1,4 km südsüdöstlich der Kernstadt von Waldkappel und zwischen dessen dörflichen Stadtteilen Bischhausen im Ostnordosten, Kirchhosbach im Südosten, Rechtebach im Südsüdwesten und Friemen im Südwesten.
Westnordwestlich des Bergs mündet der Rechtebach in den Schemmerbach, der im nordnordwestlich gelegenen Waldkappel in die Wehre fließt. In letzteres Fließgewässer wiederum mündet der östlich verlaufende Hosbach. Über den Gipfel verläuft der Premiumwanderweg Waldkappeler Berge P17, etwas östlich vorbei am Gipfel führt der Frau-Holle-Pfad.
Auf dem Mäuseberg liegen Teile des Fauna-Flora-Habitat-Gebiets Werra- und Wehretal (FFH-Nr. 4825-302; 244,8191 km²).

### Naturräumliche Zuordnung
Der Mäuseberg gehört in der naturräumlichen Haupteinheitengruppe Osthessisches Bergland (Nr. 35), in der Haupteinheit Fulda-Werra-Bergland (357) und in der Untereinheit Sontra-Bergland (357.9) zum Naturraum Hosbach-Sontra-Bergland (357.90). Seine Landschaft fällt in der Untereinheit Sontraer Hügelland (357.3) in den Naturraum Schemmerbachgrund (357.32) im Westen und in der Untereinheit Witzenhausen-Altmorschener Talung (357.5) in den Naturraum Waldkappeler Wehretal (357.54) im Norden ab.

## Pionierturm

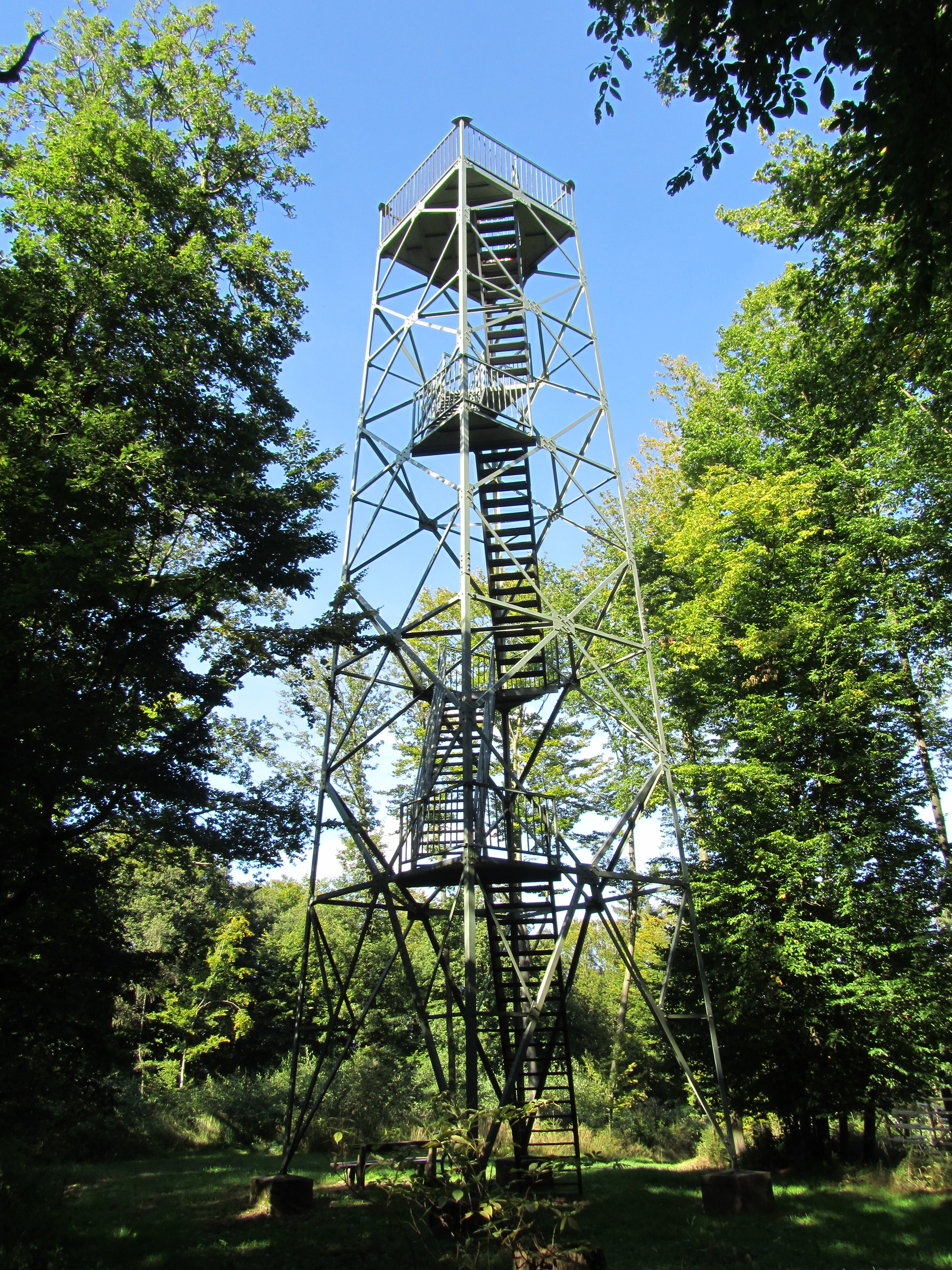
Pionierturm

Auf dem Gipfel des bewaldeten Mäusebergs steht der Pionierturm, ein 1965 erbauter und 19 m hoher Aussichtsturm aus Stahlfachwerk mit 90 Stufen.
Der Turm bietet von seiner auf rund 18 m Höhe liegenden Plattform vor allem Aussicht nach Westen und Norden, wohingegen Bäume den Blick nach Osten und besonders Süden einschränken. Zu sehen sind unter anderem der Schemmerngrund des Stölzinger Gebirges, der Eisberg (583 m) als höchster Berg dieses Gebirges, der Hirschberg (643,4 m) im Kaufunger Wald und das Bergmassiv Hoher Meißner (753,6 m).